# Konzorcium
A konzorcium (latin eredetű szóból) bizonyos vállalkozói vagy banki befektetői csoportok alkalmi, szerződéses együttműködése nagyobb pénzügyi műveletek lebonyolítására (pl. jelentősebb összegű hitelek együttes nyújtása, vállalatok finanszírozása, új részvények kibocsátása). Alakítására többnyire akkor kerül sor, amikor egy tranzakció nagy tőkeerőt igényel és/vagy jelentős kockázatot hordoz, amely így megosztható.

## Jogi fogalma Magyarországon

### A konzorcium és a polgári jogi társaság
- Az európai gyakorlat hatására a hazai gyakorlatban egyre gyakrabban előfordul az 1990-es évek közepétől a konzorcium, mégpedig  a pályázati pénzek felhasználása, illetve az állami szerepvállalással megvalósuló beruházások kapcsán,  anélkül, hogy a konzorcium fogalmát bármilyen jogforrás meghatározta volna. A konzorcium a gyakorlatban nem más, mint egy olyan együttműködési forma, amelyet a tagjai valamely közös cél elérésére hoznak létre. Ez a meghatározás  a polgári jogi társaság fenti definíciójával nagyfokú hasonlóságot mutat.[3]
- A konzorcium fogalom meghatározásának sokéves hiányát pótolni próbálta a kutatás-fejlesztésről és a technológiai innovációról szóló 2004. évi CXXXIV. törvény, amely értelmező rendelkezései között már megtalálható a következő meghatározás. A konzorcium: a részes felek (tagok) polgári jogi szerződésben szabályozott munkamegosztásán alapuló együttműködés kutatás-fejlesztési, technológiai innovációs tevékenység közös folytatása vagy egy kutatás-fejlesztési, technológiai innovációs projekt közös megvalósítása céljából.  Ebből a meghatározásból és polgári jogi társaság ismérveit megvizsgálva tehát arra következtethetünk, hogy amennyiben a konzorciumot a tagok az előző fogalommeghatározásban foglaltakon túlmenően közös gazdasági érdekeik előmozdítására és az erre irányuló tevékenységük összehangolására hozták létre, ebben az esetben tulajdonképpen a konzorcium nem más, mint egy polgári jogi társaság. * A konzorcium a gyakorlati tapasztalatokat megvizsgálva alapvetően két ponton tér el a polgári jogi társaságtól. Egyrészt a pályázatok kiírói elvárásként jelölik meg, hogy a konzorcium nevében képviseleti joggal egy, a tagok által a szerződésben rögzített személy vagy szervezet járjon el. Ez, figyelemmel a polgári jogi társaság azon szabályára, hogy minden tag képviseleti joggal rendelkezik, természetesen alapvetően eltérő szabályozást igényel a konzorcium esetében, amit a gyakorlat általában úgy old fel, hogy a konzorcium tagjai előre meghatalmazást adnak a kijelölt tagnak a többi tag képviseletére. Másrészt a konzorciumok általában hosszú kutatási, fejlesztési programokra jönnek létre, ami a beruházások összehangolása érdekében azt is kialakította, hogy a konzorciumok, a polgári jogi társasággal ellentétben, inkább a gazdasági társaságokra jellemző módon, elkülönült és hierarchikus szervezettel rendelkeznek."[3]
- A konzorcium mint jogi fogalom a magyar jogban a 2007-2013 programozási időszakban az Európai Regionális Fejlesztési Alapból, az Európai Szociális Alapból és a Kohéziós Alapból származó támogatások felhasználásának rendjéről szóló 4/2011. (I. 28.) Korm. rendeletben   meghatározott fogalom. Ezek szerint:
- konzorcium: több kedvezményezett támogatásával megvalósuló projektek esetében a részes felek (tagok) polgári jogi szerződésben szabályozott munkamegosztásán alapuló együttműködése a projekt közös megvalósítása, valamint ennek érdekében közös gazdasági érdekeik előmozdítása és erre irányuló tevékenységük összehangolása céljából.[4]

## Közös projektek
A konzorcium jellemzője, hogy tagjai egymástól függetlenek; az együttműködés kiterjedhet ajánlat közös megtételére, objektum közös megvalósítására stb. A részes felek (tagok) közötti, polgári jogi szerződéssel szabályozott munkamegosztása alapján történő együttműködés kiterjedhet kutatás-fejlesztési, innovációs tevékenység közös folytatására vagy ilyen projektek közös megvalósítására.

## A pénzintézetek körében
A konzorciális bank (angolul consortium bank) a nemzetközi bankok egy típusa, amelyet általában bankok különböző országokban székhellyel rendelkező csoportja  alkot. Ilyen bankként alakult 1979-ben -  elsőként Magyarországon - a CIB Bank is. Ilyeneket konzorciális hitelek, szindikált hitelek nyújtása érdekében szoktak alapítani.